# Milkó Izidor
Milkó Izidor (alias Baedeker) (Szabadka, 1855. február 1. – Szabadka, 1932. április 21.) földbirtokos, ügyvéd, újságíró, a Petőfi Társaság és a szegedi Dugonics Társaság tagja.

## Élete
Szülővárosában végezte el a gimnáziumot. 1872-től a Budapesti Tudományegyetemen jogot hallgatott, közben irodalmi tanulmányokkal foglalkozott. 1884-ben a jogtudományok doktorává avatták, de nem folytatott ügyvédi gyakorlatot. 1884-ben Szabadkán árvaszéki ülnöknek választották meg, ám 1889-ben megromlott egészsége miatt állásáról lemondott. 1893-ig elsősorban egészsége helyreállításának élt, sokat tartózkodott külföldi fürdőhelyeken és keveset írt. Később Szabadkán tiszteletbeli városi főjegyző lett, újra részt vett a társadalmi és az irodalmi életben. Élete vége felé elszegényedett. A szabadkai zsidó temetőben nyugszik.

## Munkássága
A Fővárosi Lapoknak 1875-től egy évtizeden át volt tárcaírója, de az 1870-es évektől kezdve más fővárosi és bácskai lapokba is sokat dolgozott. Novellákat, humoreszkeket, karcolatokat írt, külföldi utazásairól szóló jegyzeteit különösen kedvelték. Írásaiban a szolid konzervativizmus képviselője. Karcolataiban gyakran használja a bölcselkedő aforizma módszerét. Az úri társaságról, az Úri emberekről írva nem a maró gúny, hanem a megértő és szelíd humor, moralizáló csevegés és szalonszellemesség jellemzi.
Társadalmi téren különösen a szabadkai magyarság művelődésének irányításában (Szabad Lyceum) szerzett érdemeket. Hitközségi elnöksége idején (1902) építik fel a szabadkai zsinagógát. Fölvetette egy Balaton-egyesület alapításának ötletét; tőle indult ki 1886-ban az a nagyobb arányú mozgalom, amely a magyar könyvek terjesztését és népkönyvtárak szervezését tűzte ki célul. Az utolsó évtizedben, a trianoni diktátum után a jugoszláviai magyarság legidősebb írójaként szolgálta a délvidéki hírlapirodalom ügyét (Monarchia-korabeli értékrendjébe nem illettek bele a „közművelődni” vágyó új írók és hírlapírók.

## Munkái
- Mindenütt és sehol. Rajzok, tárcák. Budapest, 1880
- Divatok. Novellák, rajzok, Budapest, 1883
- Egy kritikus albumából. Aforizmák, Budapest, 1886
- Római mozaik. Emlékek az örök városból. Budapest, 1895
- Egy karrier története. Elbeszélések. Budapest, 1896
- Mosoly. Húsz vidám történet. Budapest, 1897
- Úri emberek. Jegyzetek a társaságból. Budapest, 1899
- Firenzei eset. Elbeszélések, Szabadka, 1924
- A miniszter barátja. Vidám történetek. Szabadka, 1924
- Spekuláné és társai. Alakok. Szabadka, 1924
- Asszonyok. Novellák, rajzok. Szabadka, 1924
- Írók és könyvek. Novellák, cikkek. Szabadka, 1924
- Baedeker írásaiból. Novellák, tárcák. Szabadka, 1924
- Ketten. Beszélgetések, jelenetek, Szabadka, 1928
- Harun al Rasid és egyéb írások; Forum, Novi Sad, 1966 (Milkó Izidor hátrahagyott írásai)
- Gesztenyefám. Irodalmi emlékezések; Forum, Novi Sad, 1966 (Milkó Izidor hátrahagyott írásai)

Álnevei és betűjegye: Fecske, Flaneur és M. L.

## Emléke
A szabadkai TUUM Egyesület Zsinagóga.com műhelye 2011-ben indította útjára a Milkó Izidor szellemi páholyt, melynek célja a hagyományos és kortárs, zsidó kultúra bemutatása, kulturális rendezvények szervezése. 2013 májusától Beadecker szellemi páholyként folytatja tevékenységét.
A szabadkai Zsidó Hitközség 2013 márciusában életre hívta a dr. Milkó Izidor Vajdasági Zsidó Kulturális Intézetet. Az Intézet feladata, hogy számbavegye és digitalizálja az egykori, vajdasági zsidósághoz köthető írott-, kulturális-, épített és történelmi hagyatékot. Feladata továbbá a zsidó kultúra terjesztése. Önmeghatározása szerint „az identitás és a haza új külseje" kíván lenni. Az Intézet 2015-ben felszámolás alatt volt.
Hasonló megfontolásokból lett alapítva a szabadkai MILKO Egyesület.